# Guardians of the Tomb
Pour plus de détails, voir Fiche technique et Distribution.
Guardians of the Tomb est un film d'aventure sino-australien écrit et réalisé par Kimble Rendall, sorti en 2018.

## Synopsis
En Chine, un groupe de scientifiques découvre la momie d'un empereur chinois datant de 200 avant J.C. dans une tombe se trouvant dans un labyrinthe d'une caverne truffée de pièges mortels. Mais leur découverte libère accidentellement une horde d'araignées mangeuses d'hommes. Pour atteindre la sortie, ils vont devoir lutter contre ces arachnides sanguinaires.

## Fiche technique
- Titre anglais et français : Guardians of the Tomb
- Réalisation et scénario : Kimble Rendall
- Photographie : Brad Shield
- Montage : Mat Evans et Richard Learoyd
- Musique : Roc Chen
- Production : Li Bingbing et Deng Shuo
- Sociétés de production et distribution : Nest Holdings et Loongs United Investment
- Pays d'origine :  Australie,  Chine
- Langues originales : anglais, chinois
- Genre : aventure, horreur
- Durée : 101 minutes
- Dates de sortie : 
  -  Chine : 19 janvier 2018
  -  France : 27 juin 2018 (DVD)

## Distribution
- Li Bingbing (VF : Yumi Fujimori) : Jia
- Kellan Lutz (VF : Stéphane Pouplard) : Jack Ridley
- Wu Chun (VF : Yoann Sover) : Luke
- Kelsey Grammer (VF : Patrick Messe) : Mason
- Stef Dawson (VF : Stéphanie Lafforgue) : Milly Piper
- Shane Jacobson (VF : Pascal Casanova) : Gary
- Ryan Johnson (VF : Mathias Kozlowski) : Ethan
- Jason Chong (VF : Stéphane Fourreau) : Chen Xu
- Tim Draxl : Andrew
- Yasmin Kassim : Lisa